# Hethemia euchloraria
Hethemia euchloraria là một loài bướm đêm trong họ Geometridae.